# Ch’ŏnŭn sa
Ch'ŏnŭn sa (천은사 Klasztor Ukrytej Wiosny) – koreański klasztor.

## Historia klasztoru
Klasztor został wybudowany ok. 828 roku na górze Chiri (na jej południowo-zachodnim stoku), przez mistrza sŏn Tŏk'una oraz mnicha z Indii Sŭru. Jego pierwotna nazwa to Kamno sa. Klasztor jest podległy klasztorowi Hwaŏm i jest jednym z trzech dużych klasztorów zbudowanych na górze Chiri.
W klasztorze tym praktykowało sŏn wielu wybitnych mnichów. Osobisty zestaw ołtarzowy mistrza sŏn Naonga Hyeguna jest do dziś własnością klasztoru.
W czasie japońskiej inwazji na Koreę w latach 1592–1598 klasztor został zniszczony. W roku 1610 odbudowano go, ale klasztor został ponownie zburzony w 1676 roku. W rok później znów go odbudowano. W 1773 ponownie został zniszczony. W 1775 roku został odbudowany przez mnicha Hyeama.
Obecnie w klasztorze jest dwadzieścia budynków.
Do klasztoru należy również kilka pustelni, jedną z nich jest Sudo.

## Adres klasztoru
- 70 Banggwang-ri, Gwangui-myeon (209 Nogodan-ro), Gurye, Jeollanam-do, Korea Południowa